# Dileep Rao
Dileep Rao é um ator norte-americano de filmes e televisão. Ele já apareceu em Drag Me to Hell de Sam Raimi, Avatar de James Cameron e Inception de Christopher Nolan. Ele é filho de pais indianos.

## Vida
Rao nasceu em Los Angeles, filho de pais indianos. Ele tem uma irmã que é professora na Universidade de Nova Iorque. Ele cresceu em Iambo, Arábia Saudita; Denver, Colorado e Claremont, Califórnia. Ele se formou na Claremont High School e na Universidade da Califórnia em San Diego.

## Filmografia

### Televisão
- Standoff como Robert (2006)
- Brothers & Sisters como Arlo Natterson (2008)

### Cinema
- Drag Me to Hell como Rham Jas (2009)
- Avatar como Dr. Max Patel (2009)
- Inception como Yusuf (2010)